# Platja d'Ortiguera
La platja de Ortiguera es troba en el concejo asturià de Cuaña i pertany a la localitat de Ortiguera. La platja encara que no és un pedrer, té poca sorra i presenta forma rectilínia, amb una longitud d'uns 50 a 60 metres i una amplària mitjana d'uns 7 o 8 metres, es tracta d'una petita platja de sorra i té molt poca assistència. El seu entorn és urbà amb un grau d'urbanització sota així com una perillositat mitjana. Els accessos rodats poden arribar fins a uns 500 m de la platja.
Aquesta petita platja no té utilització per als banyistes i està situada en el mateix port de Ortiguera, a la zona oest del mateix del que la separa la desembocadura d'un rierol. Malgrat no ser apta per al bany, té un entorn amb un gran atractiu. A més, la presència del port pesquer li dona un ambient mariner típic i tradicional. Les úniques activitats aconsellables són la pesca recreativa i la submarina. En els dies buidats i sense boires en l'horitzó s'aconsella apropar-se al far de San Agustín i gaudir de les excel·lents vistes que s'ofereixen.
Molt a prop es troba la «Casona de los Canel», la «Quinta de Jardón» i la senda costanera de Viavélez a Ortiguera «I-9». També es troben vestigis de l'arquitectura megalítica en el «despoblat del Castillo» i un deixant discoidal que ha estat declarada monument nacional.